# Rayleigh (cràter)
|  | No s'ha de confondre amb Rayleigh (cràter marcià). |

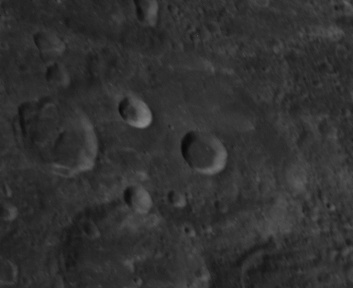
Fotografia de la missió Apol·lo 14

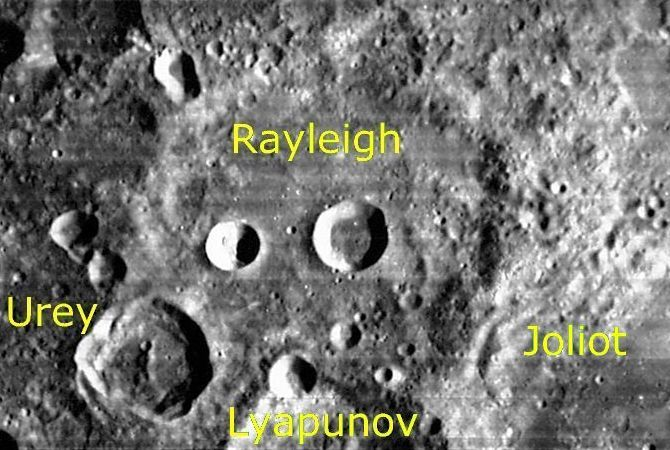
Entorn de Rayleigh. (Foto NASA).

Rayleigh és un cràter d'impacte que es troba sobre el terminador nord-est de la Lluna. Des de la Terra només és visible lateralment, per la qual cosa és difícil apreciar molt de detall. A més, l'efecte de la libració pot ocultar per completament el cràter. Es troba just al nord de Lyapunov, i al nord-oest del gran cràter Joliot. Unit a la seva vora sud-oest es troba Urey, molt més petit.

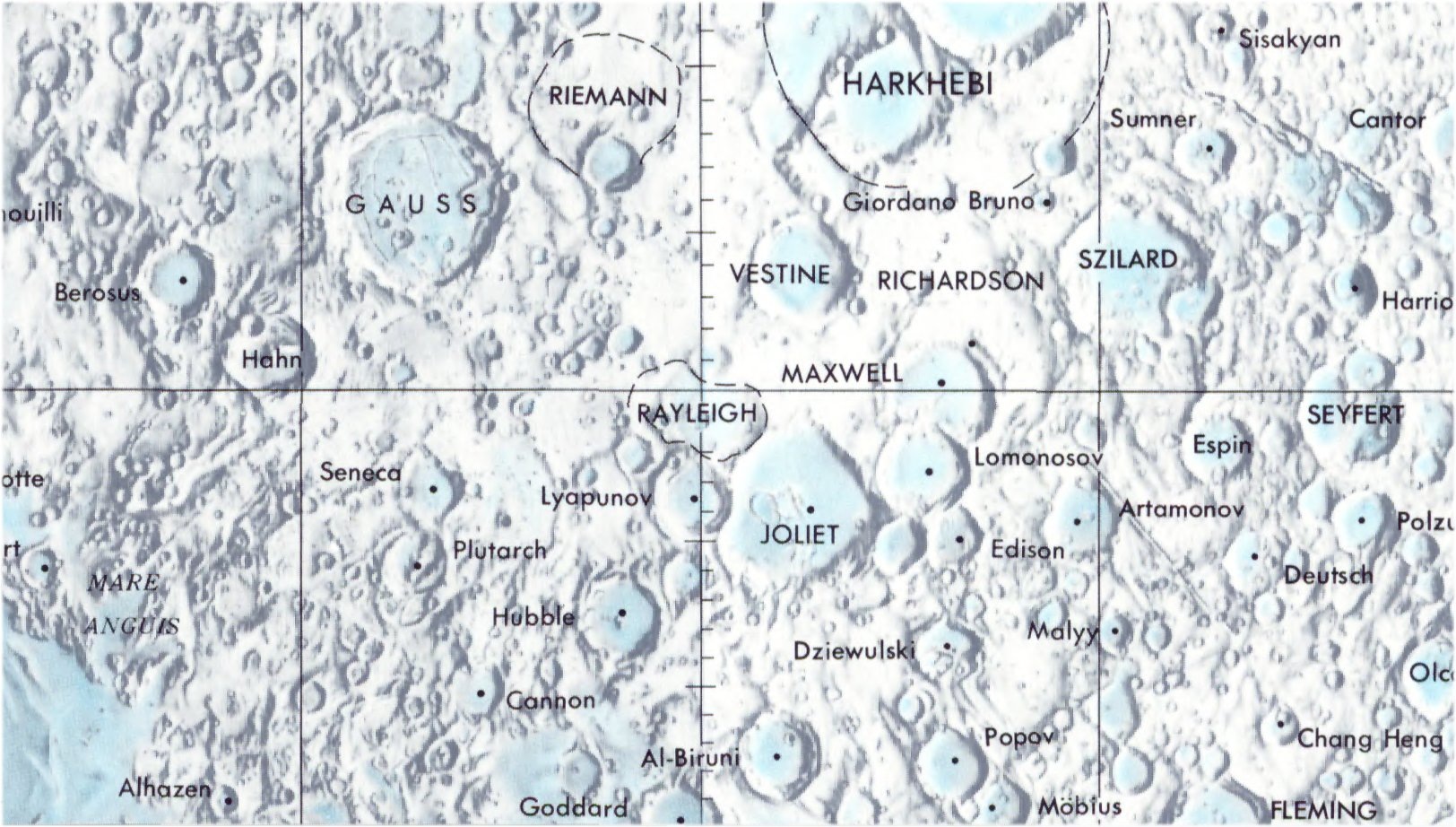
Localització de Rayleigh (centre de la imatge)

Es tracta d'una formació erosionada amb una vora que ha estat desgastada i remodelada per impactes successius. Això és particularment cert al sud, on la vora ha estat modificada i complementada per formacions de cràters adjacents i diversos petits cràters que es troben sobre el brocal.
El sòl interior és relativament pla en alguns llocs, però, en part a causa d'ejeccions superposades, és una mica aspre i irregular en uns altres, particularment a la meitat sud. Un parell de cràters petits però prominents es troben en la superfície interior, amb Rayleigh D just al sud del punt central del cràter i Rayleigh B, més petit, situat en la meitat occidental.
Rayleigh va ser anomenat en honor de Lord Rayleigh.

## Cràters satèl·lit
Per convenció aquests elements són identificats en els mapes lunars posant la lletra en el costat del punt central del cràter que està més proper a Rayleigh.
|          | \| Rayleigh \| Coordenades \| Diàmetre \| \| -------- \| ------------------------------------ \| -------- \| \| B \| 28° 54′ N, 88° 24′ E / 28.9°N,88.4°E \| 14 km \| \| C \| 31° 24′ N, 85° 42′ E / 31.4°N,85.7°E \| 22 km \| \| D \| 28° 54′ N, 89° 42′ E / 28.9°N,89.7°E \| 22 km \| |          |
| Rayleigh | Coordenades | Diàmetre |
| B        | 28° 54′ N, 88° 24′ E / 28.9°N,88.4°E | 14 km    |
| C        | 31° 24′ N, 85° 42′ E / 31.4°N,85.7°E | 22 km    |
| D        | 28° 54′ N, 89° 42′ E / 28.9°N,89.7°E | 22 km    |

Els següents cràters han estat canviats el nom per la UAI:
- Rayleigh A — Vegeu Urey.

## Altres referències
- (WGPSN), IAU Working Group for Planetary System Nomenclature. «Gazetteer of Planetary Nomenclature. 1:1 Million-Scale Maps of the Moon» (en anglès).  UAI / USGS, 13-02-2013. [Consulta: 6 abril 2016].
- Andersson, L. E.; Whitaker, E. A.,. NASA Catalogue of Lunar Nomenclature (en anglès).  NASA RP-1097, 1982.
- Blue, Jennifer. «Gazetteer of Planetary Nomenclature» (en anglès).  USGS, 25-07-2007. [Consulta: 2 gener 2012].
- Bussey, B.; Spudis, P.. The Clementine Atlas of the Moon (en anglès).  Nueva York: Cambridge University Press, 2004. ISBN 0-521-81528-2.
- Cocks, Elijah E.; Cocks, Josiah C.. Who's Who on the Moon: A Biographical Dictionary of Lunar Nomenclature (en anglès).  Tudor Publishers, 1995. ISBN 0-936389-27-3.
- McDowell, Jonathan. «Lunar Nomenclature» (en anglès).   Jonathan's Space Report, 15-07-2007. [Consulta: 2 gener 2012].
- Menzel, D. H.; Minnaert, M.; Levin, B.; Dollfus, A.; Bell, B. «Report on Lunar Nomenclature by The Working Group of Commission 17 of the IAU» (en anglès). Space Science Reviews, 12, 1971, pàg. 136.
- Moore, Patrick. On the Moon (en anglès).  Sterling Publishing Co, 2001. ISBN 0-304-35469-4.
- Price, Fred W. The Moon Observer's Handbook (en anglès).  Cambridge University Press, 1988. ISBN 0521335000.
- Rükl, Antonín. Atlas of the Moon (en anglès).  Kalmbach Books, 1990. ISBN 0-913135-17-8.
- Webb, Rev. T. W.. Celestial Objects for Common Telescopes, 6ª edición revisada (en anglès).  Dover, 1962. ISBN 0-486-20917-2.
- Whitaker, Ewen A. Mapping and Naming the Moon (en anglès).  Cambridge University Press, 2003. 978-0-521-54414-6.
- Wlasuk, Peter T. Observing the Moon (en anglès).  Springer, 2000. ISBN 1-85233-193-3.